# Second livre de pièces de clavecin de Couperin
Pour les articles homonymes, voir Second livre de pièces de clavecin.

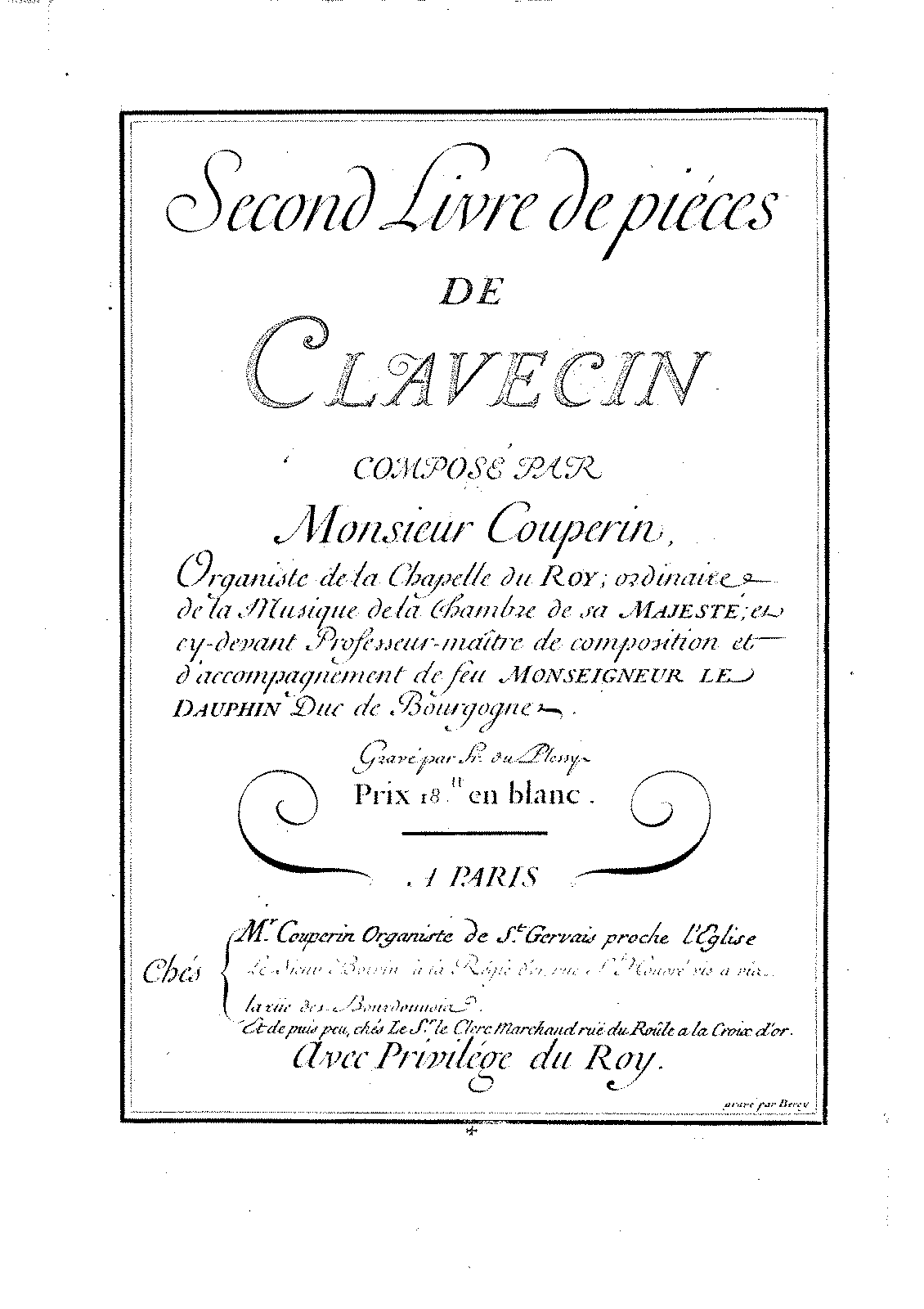
François Couperin - Second Livre de Clavecin

Le Second livre de pièces de clavecin de François Couperin paraît probablement en 1716.
C'est le seul livre parmi les quatre de ce compositeur dont on ne connaît pas précisément la date de première publication. On la situe chronologiquement entre les deux premières éditions de son traité, L'Art de toucher le clavecin, respectivement 1716 et 1717, d'après sa préface. Dans cette préface, Couperin expose longuement les diverses raisons qui l'ont empêché de publier le Second Livre aussi tôt qu'il l'avait prévu, notamment la publication du dit traité, et le souhait de ne pas gêner la parution du Quatrième livre de pièces de viole de Marin Marais, faisant appel au même graveur.
Composé après la mort de Louis XIV, ce livre marque l'affranchissement du style de Couperin, qui n'est plus bridé par les préférences du roi, plutôt traditionaliste : il commence, de façon plus ou moins régulière, à grouper ses pièces par affinités. À son habitude, toutes les indications d'interprétation (en français) sont parfois très détaillées, par exemple Mesuré, sans lenteur, Tendrement, légèrement et lié, d'une légèreté gracieuse et liée etc.

## Contenu du recueil
Le recueil comprend sept ordres (numéros 6 à 12), soit 31 pièces d'importance inégale.
Le 6e ordre, en Si bémol Majeur, est d'atmosphère enjouée et bucolique : Les Moissonneurs, Les Langueurs Tendres, Le Gazouillement (Rondeau), La Bersan, Les Baricades Mistérieuses (sic, Rondeau), Les Bergeries (Rondeau), La Commère, Le Moucheron. Certaines sont parmi les plus connues de Couperin. 
- Les Baricades mistérieuses sont une pièce emblématique du style brisé ou style luthé propre à l'École française de clavecin[3] ; on ne connaît pas le sens de ce titre particulièrement « sibyllin »[4], mais Norbert Dufourcq l'explique par le heurt entre elles des notes « retardées, prolongées » dans un chant « d'un charme et d'une tristesse infinis »[5] ;  à moins qu'il ne faille y voir plus simplement une allusion à la périphrase précieuse désignant les cils, aux sonneries de cloches de Paris (conférence de Bertrand Porot organisée par l'association Clavecin-en-France le 19 mars 2017), ou encore à la fabrication du vin (et plus précisément au foulage du raisin)[6].
- Les Bergeries, pièce fort célèbre, et parfait exemple de la forme très française du « rondeau »[7] est recopiée par Johann Sebastian Bach dans les Petits livres de notes d'Anna Magdalena Bach (2e cahier de 1725) et Louis Marchand, célèbre rival de Couperin, s'en est attribué la composition.

Le 7e ordre, en sol, est d'ambiance voluptueuse : La Ménetou (Rondeau), Les Petits Âges, La Basque, La Chazé, Les Amusemens (sic, Rondeau).

Les Petits Âges est un cycle comme on en retrouve plusieurs dans son œuvre. Il comporte quatre parties qui s'enchaînent sans rupture : La Muse Naissante, L'Enfantine, L'Adolescente (Rondeau), Les Délices (Rondeau).
Le 8e ordre, en si mineur, est de caractère grave, voire tragique. C'est le dernier (et le seul dans ce recueil), à comprendre, avec d'autres pièces, les quatre danses traditionnellement constitutives de la suite : La Raphaéle, Allemande l'Ausonienne, Courante, Seconde courante, Sarabande l'Unique, Gavotte, Rondeau, Gigue, Passacaille (Rondeau), La Morinéte. Deux pièces font partie des chefs-d'œuvre de Couperin : la Raphaéle et la Passacaille, qu'il précise comme « Rondeau », pièce d'une sombre grandeur et d'une violence inhabituelle, un des sommets de la musique de clavecin.
Le 9e ordre, en la, évoque la grâce et la gaîté, la galanterie ; c'est l'un de ceux où on est dans le monde de Watteau, alors en pleine période créatrice : Allemande, La Rafraîchissante, Les Charmes, La Princesse de Sens (rondeau), L'Olimpique, L'Insinuante, La Séduisante, Le bavolet-flotant (sic, rondeau), Le Petit-deuil ou les trois Veuves, Menuet. La première pièce, Allemande, est écrite pour deux clavecins et produit « des harmonies rares et dissonantes ».
Le 10e ordre, en ré ; le ton de Ré Majeur est considéré comme « joyeux et guerrier » par de nombreux musiciens de l'époque : c'est le caractère de cet ordre qui comprend : La Triomphante, La Mézangère, La Gabriéle, La Nointéle, La Fringante, L'Amazône (sic), Les Bagatelles (rondeau, pièce croisée). La première pièce, La Triomphante est un cycle en trois parties qui s'enchaînent : « Bruits de guerre ; combat », « Allégresse des Vainqueurs (rondeau) », « Fanfare ». Couperin sacrifie ici à la tradition des « batailles » déjà honorée à de multiples reprises depuis Clément Janequin et Jean-François Dandrieu publiera peu de temps après (en 1718) un concert pour instruments intitulé Les Caractères de la Guerre.
Le 11e ordre, en do, est en deux volets, le premier aérien et léger (La Castelane, L'Étincelante ou la Bontems, Les Grâces Naturèles (sic), La Zénobie), le second est formé par un cycle plein d'ironie à l'égard de la ménestrandise, une corporation de musiciens avec laquelle Couperin et certains de ses collègues étaient entrés en conflit : Les fastes de la grande et ancienne Mxnxstrxndxsx : le nom n'est pas cité de façon explicite pour éviter les difficultés d'ordre juridique, mais il est suggéré de façon plus que transparente. C'est un exemple de musique à programme qui décrit en cinq actes : « Les Notables et Jurés Mxnxstrxndxurs », « Les Viéleux et les Gueux », « Les Jongleurs, Sauteurs et Saltimbanques, avec les Ours et les Singes », « Les Invalides, ou gens estropiés au service de la Grande Mxnxstrxndxsx », enfin « Désordre et Déroute de toute la troupe, causés par les Yvrognes, les Singes et les Ours ».
Le 12e ordre, en mi, oscille entre atmosphère domestique et mythologie : Les Jumèles (sic), L'Intime, La Galante, La Coribante, La Vauvré, La Fileuse, La Boulonoise, L'Atalante

## Sources
- Second livre de pièces de clavecin lire en ligne sur Gallica
- André Pirro, Les clavecinistes, Paris, Henri Laurens, coll. « Les musiciens célèbres », 1924, 125 p.
- Norbert Dufourcq, Le clavecin, Paris, PUF, coll. « Que sais-je ? », 1981, 3e éd. (1re éd. 1949), 127 p.
- Claude Mercier-Ythier, Les clavecins, Paris, Expodif Éditions, 1996, 263 p. (ISBN 2-87677-245-0)
- Pierre Citron, Couperin, Paris, Seuil, coll. « Solfèges », février 1996, 2e éd. (1re éd. 1956), 203 p. (ISBN 2-02-028291-7)
- Olivier Baumont, Couperin : Le musicien des rois, Paris, Gallimard, coll. « Découvertes », janvier 1998, 128 p. (ISBN 2-07-053312-3)
- (en) Manfred Bukofzer, Music in the baroque era : from Monteverdi to Bach, New York, W. W. Norton & Co, 1947, 489 p. (ISBN 0-393-09745-5)
- (en) Ann Bond, A guide to the harpsichord, Portland, Oregon, Amadeus Press, 1997, 1re éd., 267 p. (ISBN 1-57467-063-8)
- Livret d'accompagnement de l'enregistrement intégral par Kenneth Gilbert (Harmonia Mundi, 1971), notes de Georges Beck

## Discographie
- L'Œuvre pour clavecin (intégrales) : 
  - L’Œuvre pour clavecin - Kenneth Gilbert (1972, 10CD Harmonia Mundi)
  - L’Œuvre pour clavecin - Scott Ross (1977, 12CD Still Éditions)
  - L'Œuvre pour clavecin - Noëlle Spieth (1990, Solstice)
  - L’Œuvre pour clavecin - Christophe Rousset (1992–1995, 11CD Harmonia Mundi)
  - L’Œuvre pour clavecin - Olivier Baumont (1995, 10CD Erato/Warner)